# حسینیه و منزل حاج هادی
حسینیه و منزل حاج هادی مربوط به دوره قاجار است و در رودسر، خیابان شهید میهن پور، کوچه حبیب پور واقع شده و این اثر در تاریخ ۱۱ شهریور ۱۳۸۲ با شمارهٔ ثبت ۹۹۲۶ به‌عنوان یکی از آثار ملی ایران به ثبت رسیده است.